# Alveolitis sicca
Eine Alveolitis sicca (von lateinisch alveolus „Mulde“ und siccus „trocken“), Synonyme: Trockene Alveole, Alveolitis sicca dolorosa, Dolor post extractionem oder dry socket, ist eine Komplikation nach einer Zahnentfernung, vor allem im Bereich der Seitenzähne des Unterkiefers, und da wiederum im Kieferwinkelbereich, weil in dieser Region der Knochen sehr kompakt und weniger durchblutet ist. Die Alveolitis sicca tritt typischerweise zwei bis vier Tage nach der Extraktion auf. Dabei kommt es zu einer Entzündung des knöchernen Zahnfaches (Alveole).
Ursache ist ein Zerfall des Blutgerinnsels. Dieses schützt die Alveole vor dem Eindringen von Keimen aus der Mundhöhle, bis die Oberfläche der Wunde mit Schleimhaut überwachsen ist.

## Name der Erkrankung
Der Name Alveolitis sicca betont den Ort (Alveole) und die Natur (Entzündung – „-itis“) der Erkrankung. Der Zusatz „trocken“ (sicca) deutet auf die leere Alveole (ohne Koagulum). Die direkte englische Übersetzung lautet folgerichtig: dry socket (trockene Alveole).
Dagegen betont die Krankheitsbezeichnung Dolor post extractionem (Schmerz nach Extraktion) das Hauptsymptom – den Schmerz. In der Praxis wird meist salopp nur kurz von Dolor post gesprochen.
Die Bezeichnung Postextraktionssyndrom lässt alle Möglichkeiten offen. Sie soll gebräuchlich sein, wenn eine begleitende Neuritis hinzukommt. Diese Unterscheidung ist jedoch in der Praxis wenig hilfreich, da neuritisähnliche Schmerzen bei jeder Alveolitis sicca auftreten. Allerdings sind bei einer klassischen Neuritis die Schmerzen anfallsweise, während sie bei der typischen Alveolitis sicca konstant sind.
Eine weitere Bezeichnung ist Ostitis alveolaris (Knochenentzündung der Alveole).

## Normale Wundheilung nach Extraktionen
Die regelrechte Wundheilung nach einer Zahnextraktion erfolgt als Primärheilung. Dabei blutet die Alveole voll, es bildet sich ein Koagulum in der Alveole, das nach einigen Tagen von einsprießenden Kapillaren durchblutet wird und sich über ein Granulationsgewebe in ein Narbengewebe umwandelt.

## Ursachen und Risikofaktoren für eine Alveolitis sicca
Die genaue Ätiologie ist nicht bekannt. Vermutet wurden bestimmte Keime, besonders stark infizierte Zähne oder traumatische oder schwierige Zahnextraktionen. Die normale Wundheilung wird verhindert, weil sich kein stabiles Koagulum in der Alveole bildet oder weil es wieder zerfällt. Es gibt verschiedene Gründe für die Zerstörung des Koagulums. Der Blutpfropf schrumpft nach einigen Stunden etwas. Ist die ursprüngliche Wunde groß, kann dadurch im Randbereich ein Spalt entstehen. In diesen dringen Bakterien ein und zersetzen das Blutgerinnsel. Außerdem wird der Pfropf durch starke chemische oder mechanische Reize angegriffen und zerfällt. Gelegentlich halten Patienten die gelbliche Fibrinschicht, welche sich nach einem Tag auf dem Gerinnsel bildet, für eine Verunreinigung und versuchen, sie zu entfernen. Auch dadurch kann der Pfropf zerstört werden.

Vorstellbar ist auch, dass das Koagulum mit dem Aufbisstupfer aus der Wunde gerissen wird, den der Patient nach der Extraktion für einige Zeit (10–50 Minuten) im Mund hat.

Bei einer sehr schwachen Blutung aus der Extraktionswunde – hierfür kann auch der Vasokonstriktorzusatz im Lokalanästhetikum verantwortlich sein – bildet sich eventuell erst gar kein Koagulum. Eine weitere Ursache kann sein, dass der Zahn nicht vollständig entfernt wurde oder infiziertes Gewebe zurückgelassen wurde (z. B. bei einer apikalen Parodontitis oder einer odontogenen Zyste).

Das Risiko einer Alveolitis sicca kann durch Verzicht auf Nikotin und Koffein in den Stunden vor dem Eingriff und mechanische Manipulation nach dem Eingriff stark vermindert werden.

### Nach operativer Entfernung der Weisheitszähne

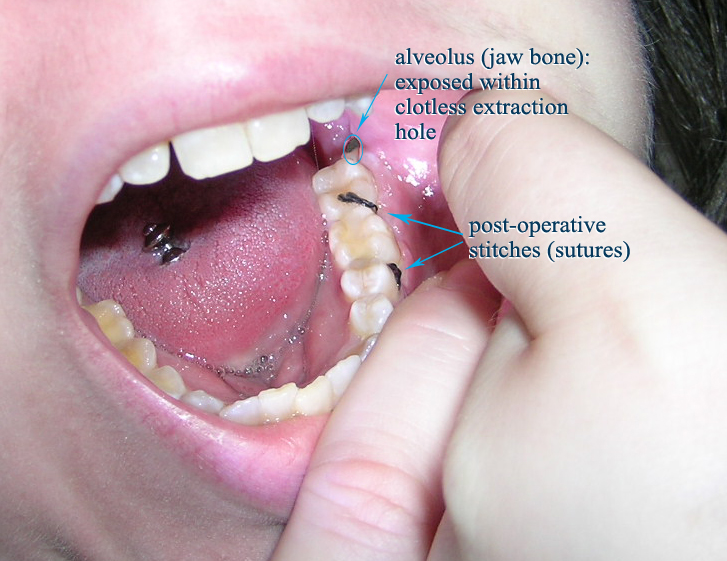
Trockene Alveole (Alveoläre Ostitis), Nähte nach Weisheitszahnoperation sichtbar

Nach der operativen Entfernung eines Weisheitszahnes kommt es besonders bei den Weisheitszähnen des Unterkiefers häufiger zu starken postoperativen Schmerzen im Sinne einer Alveolitis sicca. Dem kann eventuell durch primären Wundverschluss vorgebeugt werden. Dagegen tritt nach der operativen Entfernung der oberen Weisheitszähne eine Alveolitis sicca nur extrem selten auf. Der Grund dafür ist die andersartige Knochenstruktur des Oberkiefers. Der Oberkieferknochen ist wesentlich besser durchblutet – und somit für Heilungen und Abwehr besser gewappnet, weil die Spongiosaanteile überwiegen. Im beweglichen Unterkiefer muss der Knochen sehr kompakt sein, um die auftretenden Kräfte aufnehmen zu können. Das Gleiche gilt auch für die Osteomyelitis der Kiefer, die ebenfalls bevorzugt im Unterkieferknochen auftritt.

## Symptome und Diagnose
Der freiliegende Knochen bedingt starke, ausstrahlende Schmerzen (lat. dolor), die das Hauptsymptom und auch Namensgeber für die Bezeichnung dolor post extractionem (also: Schmerzen nach Zahnextraktion) sind. Auch Mundgeruch (lat. foetor ex ore) kann auftreten. Trotz der Entzündung kommt es zu keiner Vereiterung oder Abszessbildung. Der Schmerz ist zunächst das einzige nennenswerte Entzündungszeichen. Dieser kann jedoch sehr heftig sein und hat eine zunehmende Tendenz. Die Patienten können nachts nicht schlafen und sind wegen der Schmerzen wirklich krank. Schmerztabletten helfen wenig. Aus diesem Grund ist es auch gerechtfertigt, den Patienten für ein bis zwei Tage krankzuschreiben, bis die Therapie anschlägt.
Bei der intraoralen Inspektion findet sich eine blutleere Alveole, weil das Blutkoagulum, das oft auch sehr übel riecht, zerfallen ist.

## Differentialdiagnose
Diagnostisch schwierige Abgrenzungen ergeben sich bei besonders empfindlichen Patienten, wenn die starken Schmerzen bereits am Tag der Extraktion oder am Folgetag auftreten. Im Zweifelsfall werden auch diese Patienten wie bei einer Alveolitis sicca behandelt.
Differentialdiagnostisch ist eine Osteomyelitis (Knochenmarkentzündung) in Betracht zu ziehen, die jedoch äußerst selten in Zusammenhang mit einer Zahnextraktion auftritt. Eine Osteomyelitis tritt im Gegensatz zum Dolor post extractionem typischerweise als multipler Abszess mit multiplen Fisteln auf.
Auch an eine iatrogene (durch den Arzt bedingte) Eröffnung der Kieferhöhle (Mund-Antrum-Verbindung) während der Extraktion ist zu denken. Sollte diese nach der Extraktion eines oberen Seitenzahnes unentdeckt bleiben, weil etwa ein Nasen-Blas-Versuch oder eine Sondierung nach der Extraktion ausgeblieben sind, kann es zu einer Entzündung der Kieferhöhle kommen. Allerdings sind die dabei auftretenden Schmerzen gewöhnlich nicht so extrem und diffuser. Im Zweifel kann der Nasen-Blas-Versuch noch nachgeholt werden.

## Behandlung
Die Behandlung besteht in einer chirurgischen Revision unter Lokalanästhesie zur Beseitigung der Nekrosen und Schaffung frischer Wundflächen (Ausräumen des zerfallenden Koagulums und Auskratzen der Alveole (Exkochleation)). Die Lokalanästhesie ist erforderlich, da der freiliegende Knochen extrem schmerzempfindlich ist.
Anschließend wird entweder eine Tamponade eingelegt, die mit desinfizierenden und schmerzstillenden Medikamenten getränkt sein kann. Diese muss bis zur vollständigen Ausheilung regelmäßig vom Zahnarzt gewechselt werden, um einer weiteren Infektion vorzubeugen. Oder es wird eine resorbierbare Paste mit einer Kanüle direkt in die Alveole appliziert. In diesem Fall kann auf einen Gaze-Trägerstreifen und dessen anschließende Wiederentfernung verzichtet werden.
Eine systemische Antibiotikagabe ist nicht angezeigt – sie zeigt keine Wirkung.
In leichteren Fällen kann sich die Behandlung auf vorsichtiges Reinigen und Spülen des Wundgebiets ohne Lokalanästhesie beschränken, nämlich wenn sich der Patient erst nach mehreren Tagen mit einer „verschleppten“, schon abklingenden Alveolitis sicca zur Behandlung vorstellt. Eine radikale Ausräumung und Anfrischung der Alveole ist in einem solchen Fall nicht mehr indiziert, da die normale Wundheilung bereits eingesetzt hat und durch eine Kürettage die weitere Wundheilung hinausgezögert oder um mehrere Tage zurückgeworfen werden würde.
Insgesamt kann sich die Wundheilung nach einer Alveolitis sicca über mehrere Wochen hinziehen, bis der gesamte Knochen von der Seite her wieder mit Schleimhaut überwachsen ist. Die akuten Beschwerden klingen in aller Regel bereits nach ein bis zwei medikamentösen Einlagen deutlich ab. Die Einlagen werden anfangs täglich gewechselt, später alle zwei bis drei Tage. Eine Spülung der gereinigten Alveole mit 3%igem Wasserstoffperoxid zwecks Reinigung durch Schaumbildung (mechanische Reinigung) und Einbringen von Sauerstoff ist ebenfalls angezeigt.

## Häufigkeit
Die Häufigkeit liegt bei einer Größenordnung von 1 %. Die Angaben zur Häufigkeit variieren allerdings stark, was für eine gewisse Abhängigkeit vom Behandler spricht.

## Vorbeugung
Versucht wurde die Vorbeugung in verschiedenen Studien durch Gabe von:
- Antifibrinolytika,
- Antiseptika,
- steroidale oder nichtsteroidale Antiinflammatoria,
- Antibiotika (lokal oder systemisch angewendet)

Die Metaanalyse von 32 klinischen Studien (2004/2005) ergab, dass bei der Antibiotikagabe (acht Studien) die lokale Anwendung von Tetracyclinen im Rahmen der Alveolitisprophylaxe am effektivsten war – mit einer absoluten Risikoreduktion von 12 bis 31 %, während der systemische Einsatz von Antibiotika (Amoxicillin, Clindamycin oder Metronidazol) nicht so effektiv war.
Ebenfalls effektiv war die lokale Spülung mit Chlorhexidin (fünf Studien) – mit einer absoluten Risikoreduktion von 3 bis 25 %. Als nicht effektiv hat sich eine prophylaktische Behandlung mit Antifibrinolytika, Diclofenac, Ibuprofen, Tranexamsäure, Diflunisal, Codein, Dexamethason oder die Injektion mit Lokalanästhetika erwiesen. Auch die Verwendung steriler Handschuhe zeigt keine prophylaktische Wirksamkeit.
Da die routinemäßige Antibiotikagabe zur Vorbeugung gegen nur gelegentlich auftretende Alveolitis nicht praktikabel scheint (Resistenzbildung, Allergien, systemische Toxizität), ist der nebenwirkungsarmen prä- und postoperativen prophylaktischen Chlorhexidinspülung der Vorzug zu geben.